# NGC 2773
NGC 2773 (również PGC 25825 lub UGC 4815) – galaktyka spiralna (S?), znajdująca się w gwiazdozbiorze Raka. Odkrył ją Albert Marth 6 marca 1864 roku.